# Holoubkov (nádraží)
Holoubkov je železniční stanice ve městě Holoubkov okrese Rokycany v Plzeňském kraji. Stanice leží v km 77,875 dvoukolejné elektrizované celostátní dráze Praha – Beroun – Plzeň, která je součástí 3. tranzitního železničního koridoru.

## Popis stanice
Ve stanici jsou tři dopravní koleje. Cestujícím slouží dvě nástupiště: vnější nástupiště č. 1 (u koleje č. 2) a ostrovní nástupiště s hranami u kolejí č. 1 a 3. Nástupní hrany jsou ve výšce 550 mm nad temenem kolejnice, přístup na ostrovní nástupiště je pomocí podchodu. Výhybna je vybavena elektronickým stavědlem ESA 11, které je dálkově ovládáno z CDP Praha, případně z pracoviště pohotovostního výpravčího v Plzni nebo místně výpravčím z dopravní kanceláře v Holoubkově. Přilehlé traťové úseky do Kařízku a Rokycan jsou vybaveny obousměrným tříznakovým automatickým blokem.

## Přeprava
Ve stanici pravidelně zastavují vlaky osobní přepravy kategorie osobní vlak (Os). Tyto vlaky provozuje železniční dopravce České dráhy. Vlaky vyšší kvality a vyšší kategorie ve stanici pravidelně nezastavují, pouze projíždějí. Stanice je zařazena do integrovaného dopravního systému IDPK.
Ve stanici se nachází pokladna Českých drah, čekárna pro cestující a bezbariérové WC.

## Přístupnost
Přístup na všechna nástupiště (dle ČSN 73 4959) je bezbariérový, stanice je vybavena vodícími liniemi a hlasovými majáčky pro zrakově postižené, stanice je vybavena odjezdovými tabulemi a informačním systémem pro sluchově postižené.

## Galerie

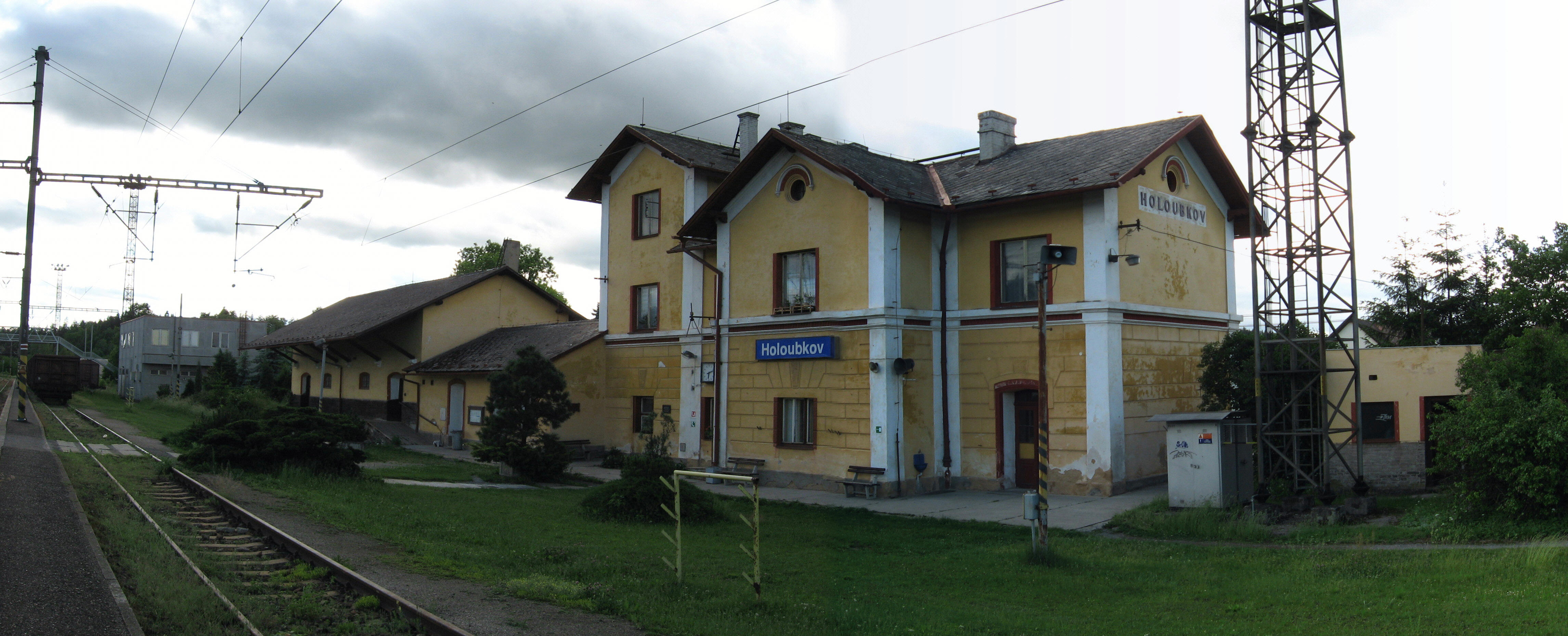
Železniční stanice před rekonstrukcí
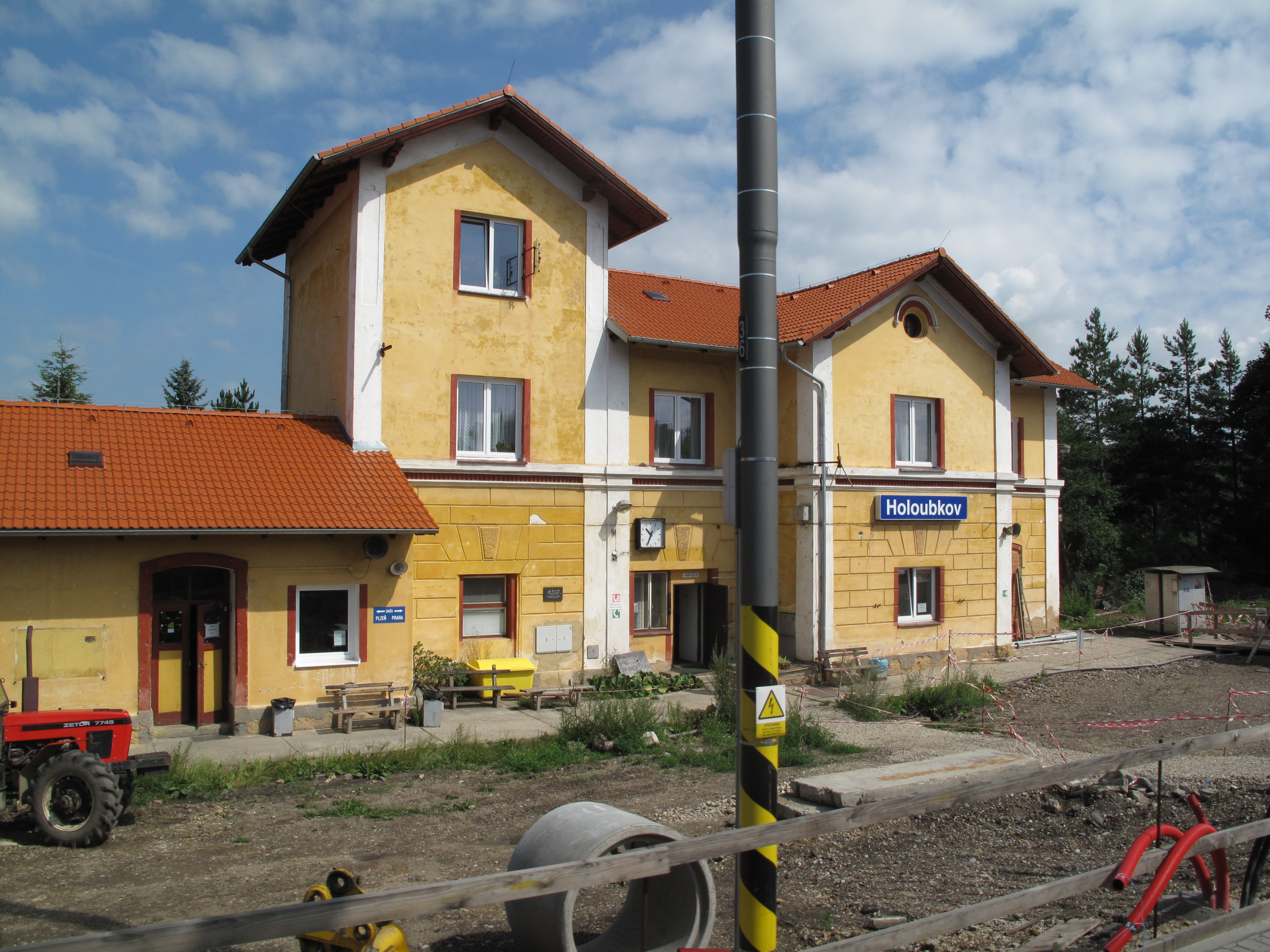
Stanice v průběhu rekonstrukce